# Средорек (Сливенская область)
Средорек (болг. Средорек) — село в Болгарии. Находится в Сливенской области, входит в общину Сливен. Население составляет 149 человек.

## Политическая ситуация
Кмет (мэр) общины Сливен — Стефан Николов Радев (ГЕРБ) по результатам выборов в правление общины.